# Obrium circunflexum
Obrium circunflexum es una especie de escarabajo longicornio del género Obrium, categorizada en la tribu Obriini, de la subfamilia Cerambycinae. Fue descrita por Martins & Galileo en 2004.

## Descripción
Mide 5 mm de longitud.

## Distribución
Se distribuye por Perú.